# Gouvernement Cárdenas
Cet article présente la composition du gouvernement mexicain sous le président Lázaro Cárdenas, il est l'ensemble des secrétaires du gouvernement républicain du Mexique. Il est ici présenté dans l'ordre protocolaire. Actuellement les membres du gouvernement exécutif du Mexique ne prennent pas le titre de ministre mais celui de secrétaire.

## Liste des secrétaires
| - Secrétaire du Gouvernement du Mexique - (1934 - 1935): Juan de Dios Bojórquez - (1935 - 1936): Silviano Barba González - (1936 - 1938): Silvestre Guerrero - (1938 - 1940): Ignacio García Téllez - Secrétaire des Relations Extérieures du Mexique - (1934 - 1935): Emilio Portes Gil - (1935 - 1935): José Ángel Ceniseros - (1935 - 1940): Eduardo Hay - Secrétaire de la Défense Nationale du Mexique - (1934 - 1935): Pablo Quiroga - (1935 - 1936): Andrés Figueroa - (1936 - 1939): Manuel Ávila Camacho - (1939 - 1940): Jesús Agustín Castro - Secrétaire des Finances et du Crédit Public du Mexique - (1934 - 1935): Narciso Bassols - (1935 - 1940): Eduardo Suárez - Secrétaire de l'Économie Nationale du Mexique - (1934 - 1935): Francisco José Múgica - (1935 - 1938): Rafael Sánchez Tapia - (1938 - 1940): Efraín Buenrostro - Secrétaire de l'Agriculture et de la Promotion du Mexique - (1934 - 1935): Tomás Garrido Canabal - (1935 - 1937): Saturnino Cedillo - (1937 - 1940): José A. Parrés | - Secrétaire de l'Éducation Publique du Mexique - (1934 - 1935): Ignacio García Téllez - (1935 - 1939): Gonzalo Vázquez Vela - (1939 - 1940): Ignacio Beteta - Secrétaire des Communications et des Œuvres Publiques du Mexique - (1934 - 1935): Rodolfo Alías Calles - (1935 - 1939): Francisco José Múgica - (1940 - 1940): Melquiades Angulo - Secrétaire de l'Assistance Sociale du Mexique - (1938 - 1939): Enrique Hernández Álvarez - (1939 - 1940): Silvestre Guerrero - Département du District Fédéral du Mexique - (1934 - 1935): Aarón Sáenz - (1935 - 1938): Cosme Hinojosa - (1938 - 1940): José Siurob Ramírez - Secrétaire de la Présidence du Mexique - (1936 - 1937): Rafael Miguel Pedrajo - (1937 - 1940): Manuel Ávila Camacho - Procureur général de la République du Mexique - (1936 - 1937): Ignacio García Tellez - (1937 - 1937): Antonio Villalobos Maillard - (1937 - 1940): Genaro V. Vásquez Quiroz |